# Fédération Nigérienne de Football
Die Fédération Nigérienne de Football (FENIFOOT) ist der im Jahr 1962 gegründete nationale Fußballverband Nigers. Der Verband organisiert die Spiele der Fußballnationalmannschaft und ist Mitglied im Kontinentalverband CAF sowie im Weltverband FIFA. Zudem richtet der Verband die höchste nationale Spielklasse Ligue 1 aus.

## Geschichte
Der Verband wurde 1962 gegründet, zwei Jahre nach der Unabhängigkeit Nigers von Frankreich. Der erste Präsident des Exekutivbüros des Verbands war Abdou Gaoh, ein Funktionär der damaligen Einheitspartei PPN-RDA. Ihm standen sechs Vizepräsidenten zur Seite, die die damaligen sechs Departements des Landes repräsentierten. Als Generalsekretär fungierte Djibrilla Hima, der Hochkommissar für Jugendsport und Kultur des PPN-RDA. Seit 1967 ist die FENIFOOT Mitglied im Kontinentalverband CAF und im Weltverband FIFA. 1972 wurde ein Verwaltungskomitee eingerichtet, dem Boubacar Moussa, ein Halbbruder von Staatspräsident Hamani Diori, vorstand.
Nach dem Militärputsch von 1974 übernahm kurzzeitig Idé Oumarou, der Kabinettschef des neuen Staatschefs Seyni Kountché, die Präsidentschaft der FENIFOOT. Er gab diese bald an Sao Maranka ab. Der Verband wurde umstrukturiert, so wurden die bislang als „Sektoren“ an den Verband gekoppelten Mannschaften in Fußballvereine umgewandelt und eine Generalversammlung eingerichtet. Ab 1975 war Boukari Kané Präsident des Verbands. Die Fußballnationalmannschaft erzielte in den Jahren von 1981 bis 1985 beachtliche Resultate, denen eine Flaute folgte. Infolgedessen wurde das Exekutivbüro entlassen und 1988 wurde Abdou Kané als neuer Verbandspräsident eingesetzt. Im folgte 1989 Boubé Abdoulkadri nach. Ehemalige Fußballspieler fanden nunmehr in leitenden Positionen Verwendung.
Die Fédération Nigérienne de Football schlitterte 1995 in eine schwere institutionelle Krise. Die Regierung enthob Boubé Abdoulkadri drei Monate vor Ablauf seiner regulären Amtszeit seiner Funktion und setzte stattdessen ein Verwaltungskomité an die Spitze des Verbands, das von Riba Dan Madame, einem Beamten des Sportministeriums, geleitet wurde und das mit der Ausarbeitung neuer Verbandsstatuten betraut wurde. Eine Suspendierung der Mitgliedschaft der FENIFOOT bei der FIFA war die Folge. Aus von Tumulten begleiteten Wahlen Mitte 1995 gingen Hama Hima Souley als Präsident und Abdoul Ramane Seydou als Vizepräsident des Verbands hervor. Erst als Boubé Abdoulkadri wieder in seinen Funktionen eingesetzt und die Wahlen wiederholt wurden, wurde die Suspendierung durch die FIFA Anfang 1996 aufgehoben.

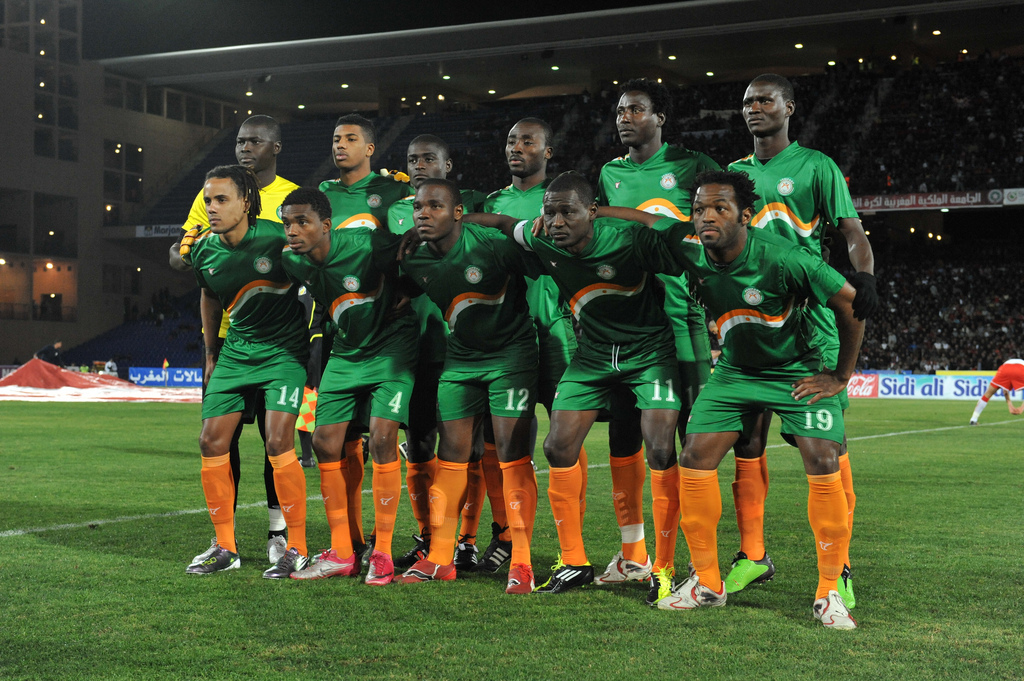
Nationalmannschaft Nigers 2011

Hama Hima Souley wirkte bis 2005 als Präsident der FENIFOOT. In den acht Regionen Nigers wurden Regionalverbände eingerichtet, die das Exekutivbüro des Gesamtverbands wählen sollten. Entsprechend den Standardstatuten der FIFA hatte das Exekutivbüro neun Mitglieder, darunter den Präsidenten und zwei Vizepräsidenten. Hama Hima Souleys Nachfolger als Präsident wurde Amadou Diallo. Eine falsche Altersangabe zu einem nigrischen Spieler bei der U-17-Fußball-Afrikameisterschaft 2009 führte zu einer zweijährigen Sperre Nigers für alle Juniorenspiele der CAF und zum Rücktritt Diallos. Neuer Mann an der Spitze der FENIFOOT wurde 2009 Djibrilla Hima Hamidou. Im darauffolgenden Jahr wurde das Exekutivbüro auf elf Mitglieder einschließlich des Präsidenten und drei Vizepräsidenten erweitert.
Als Nachfolger von Djibrilla Hima Hamidou wurde 2025 Issaka Adamou zum Präsidenten der FENIFOOT gewählt.

## Erfolge
- Fußball-Weltmeisterschaft

Teilnahmen: Keine
- Fußball-Afrikameisterschaft

Teilnahmen: 2012, 2013

## Organisation

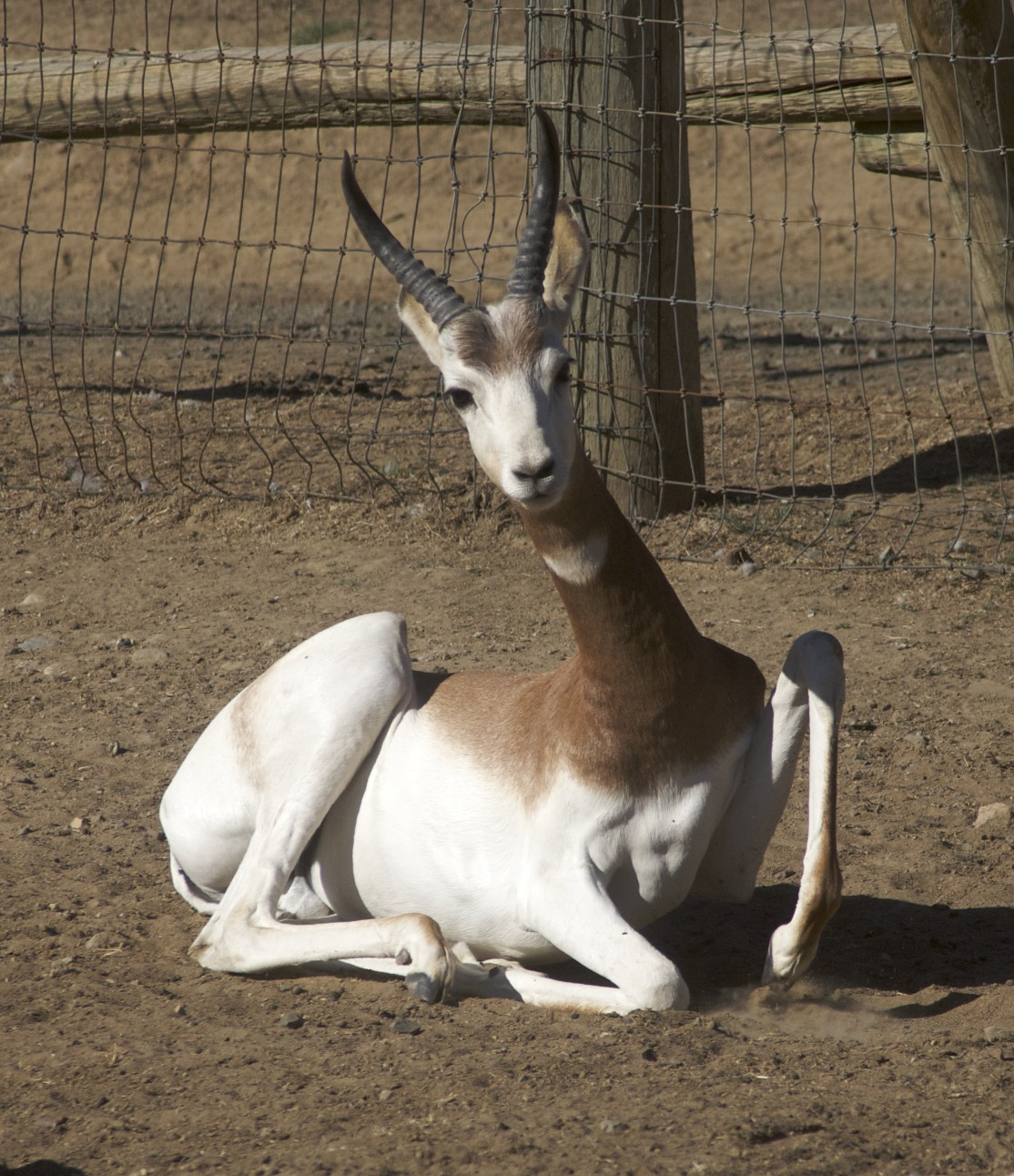
Eine Damagazelle in natura

Der Sitz der Fédération Nigérienne de Football ist in der Avenue François Mitterrand in Niamey. Der Verband hat 108 aktive Mitglieder, davon 14 Vereine in der ersten Spielklasse Championnat D1 und 94 Vereine in der zweiten Spielklasse. Als Flagge verwendet die FENIFOOT die Flagge Nigers. Das Emblem ist eine Damagazelle. (Ména, die Bezeichnung der Damagazelle in der Nationalsprache Hausa, ist der Spitzname der nigrischen Fußballnationalmannschaft.) Eine Damagazelle findet sich auch im in den Nationalfarben Orange, Weiß und Grün gehaltenen Logo der FENIFOOT.